# Або Тбилисский
Або́ Тбилисский (араб. أبو التفليسي‎, Абу ат-Тифлиси) или Або Тбилели, Хабо Тпилели (груз. აბო თბილელი, ჰაბო ტფილელი; 757 или 758, Багдад — 6 января 786, Тбилиси) — мученик, небесный покровитель города Тбилиси. Память совершается в Грузинской православной церкви — 8 января по юлианскому календарю (21 января по григорианскому).

## Сведения, изложенные в Житии
Араб по происхождению, занимался в Багдаде изготовлением благовонных масел. Прибыл в Тбилисский эмират, подвластный Арабскому халифату, в 775 году в свите грузина Нерсе, правителя Картли; Нерсе пробыл в Багдаде три года в тюрьме по доносу, был оправдан халифом и отпущен в Грузию. Во время пребывания в Тбилиси Або почувствовал склонность к христианской вере, первоначально вступая в богословские дебаты с христианами, но затем поверил в их правоту. В 781 году Нерсе бежал в Хазарию, а с ним и Або, который во время пребывания в Хазарии крестился, затем подвижничал в Абхазии.
В 782 году вернулся в Тбилиси и проповедовал там христианство арабам; в 785 году брошен по приказу арабского эмира в тюрьму и в день Крещения Господня обезглавлен (согласно житию, прямо у входа в церковь Святых Сорока Севастийских Мучеников), тело сожжено и в овечьей шкуре пепел брошен в Куру. На этом месте, по преданию, были видения столпообразного света.
Свидетель деятельности Або, Иоанэ Сабанидзе, написал его деяния и мученичество, по благословению католикоса Картли Самуила VII; это сочинение — одно из древнейших источников по истории Грузии и литературный памятник, написанный под влиянием проповеди Василия Великого о 40 севастийских мучениках, Ареопагитик, а также ранних грузинских житий. Сочинение входило в состав различных сборников житий и неоднократно перерабатывалось. На месте сожжения тела Або, на берегу Куры, в XIII веке поставлен знаменитый Метехский храм.

## Память
- Имя Або Тбилисского носят улицы в Тбилиси (улица Або Тбилели) и Кутаиси, а также переулок в Рустави.
- В честь святого есть церковь Або Тбилисского в Тирском монастыре в окрестностях города Цхинвал

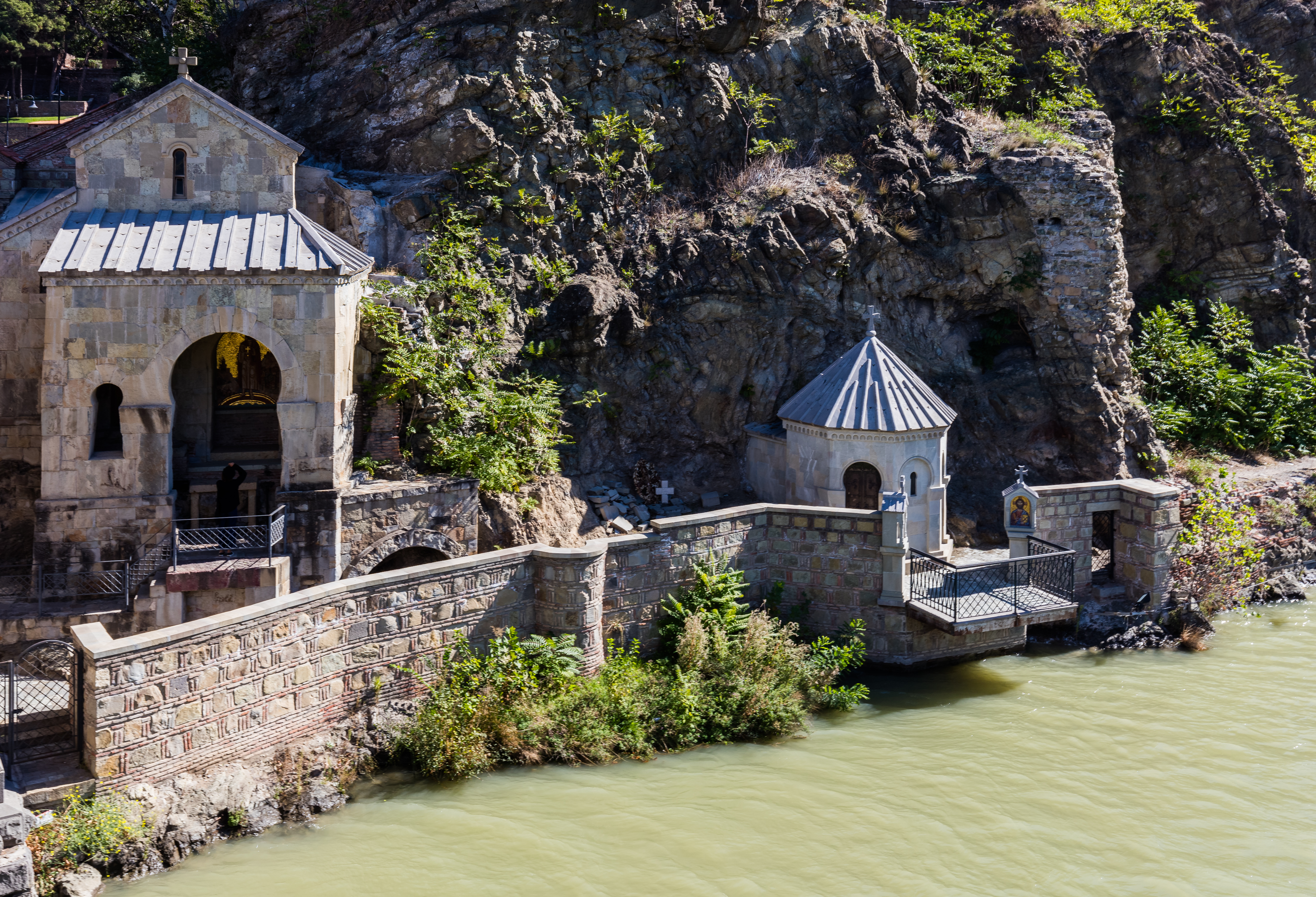
Вид на церковь вдоль реки Куры
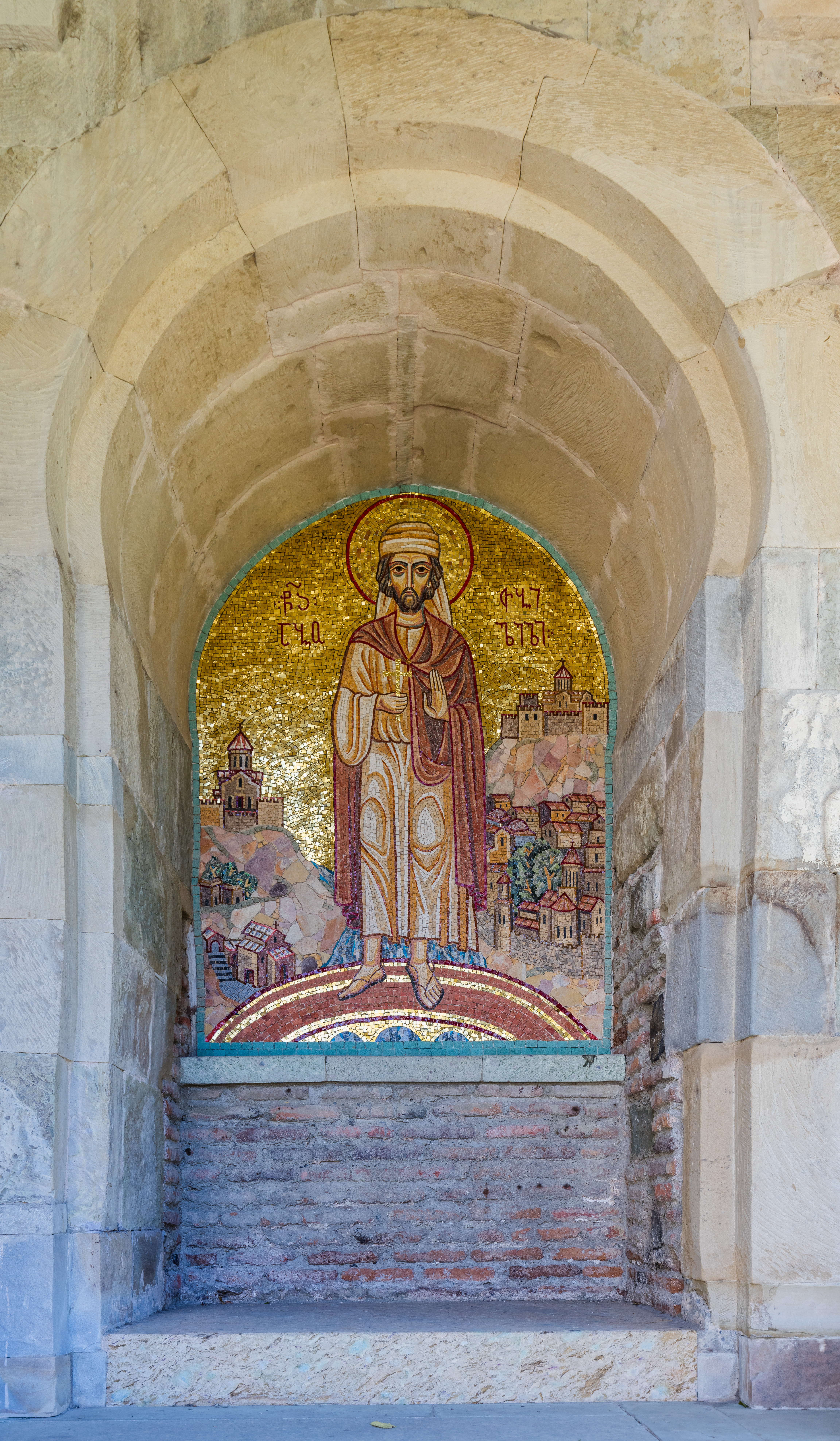
Маленькая часовня с мозаикой святого Або
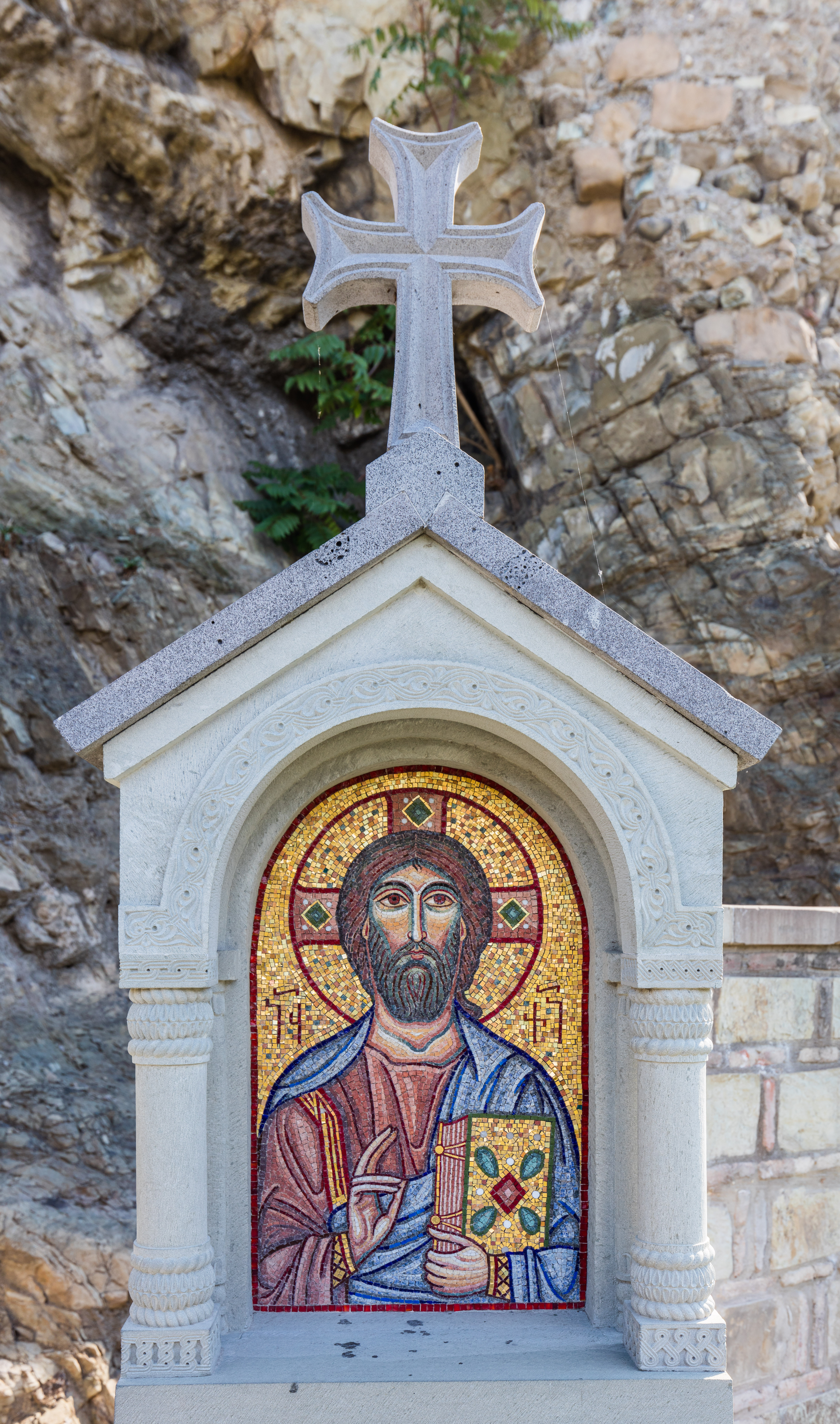
Мозаика Христа в часовне Святого Або
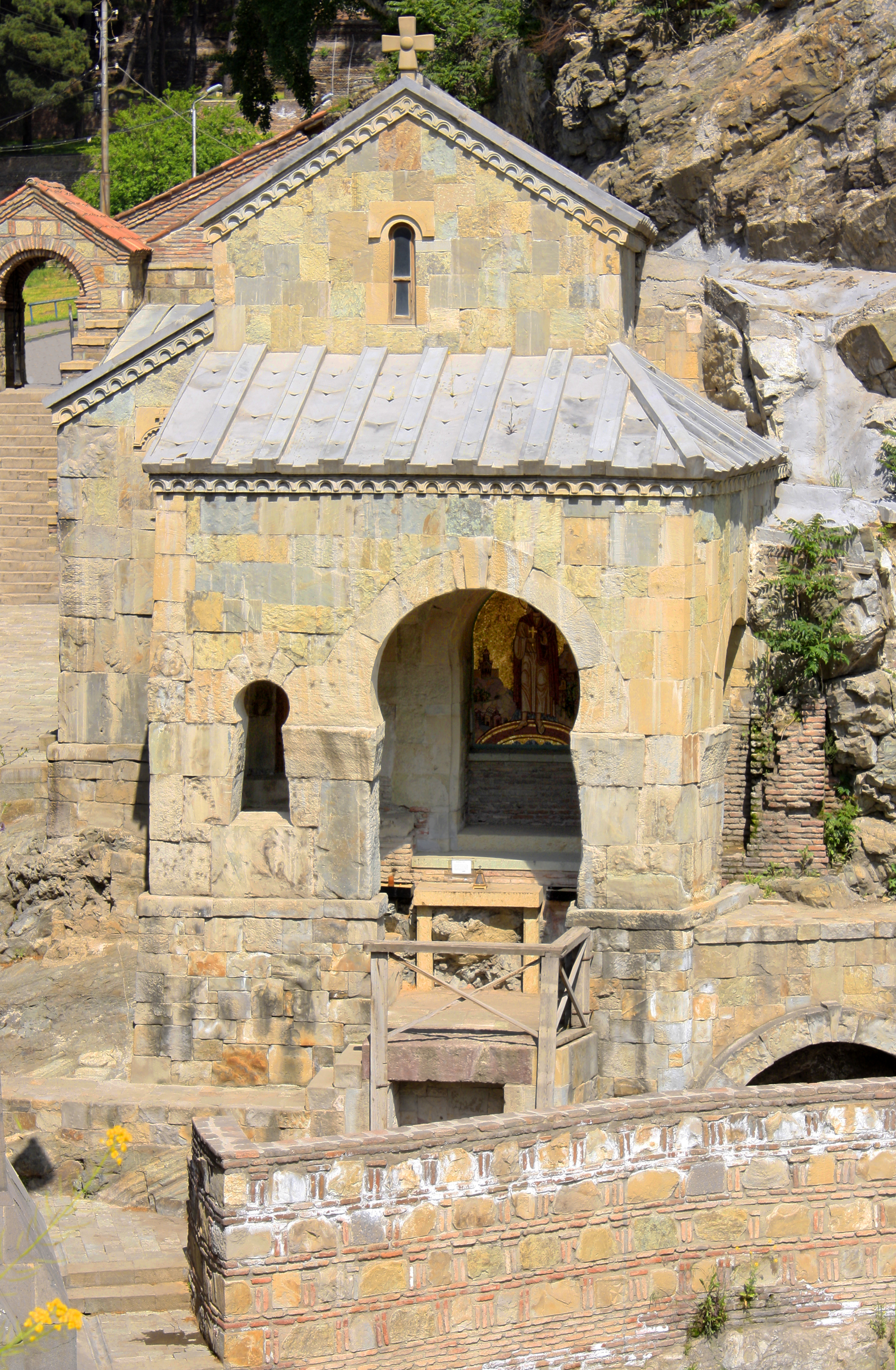
Церковь Святого Або в Тбилиси
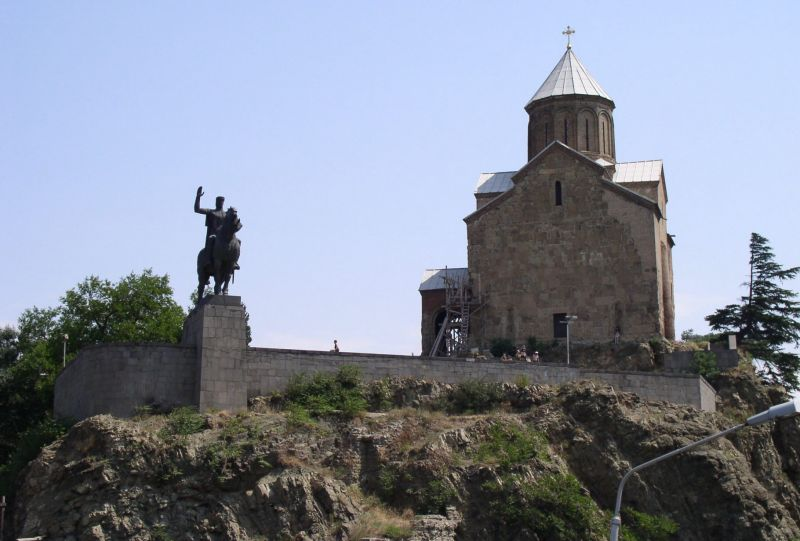
Храм Успения «Метехи» в Тбилиси